# احساس (شعر)
«احساس» از مشهورترین اشعار هوشنگ ابتهاج است. این شعر در یک بند و چهار سطر سروده شده و شامل دو جمله است. این شعر را که با عبارت «بسترم صدف خالی یک تنهایی است» آغاز می‌شود، از موفق‌ترین شعرهای کوتاه نیمایی می‌دانند.